# 준 코리아
준 코리아 (본명: 조준태(Juntae Cho); 1982년 7월 22일 ~ )는 뉴욕을 기반으로 활동하는 대한민국의 사진작가이다. 2014년 시작한 섹스돌 프로젝트 "Still Lives: Eva"를 통해 국제적인 주목을 받기 시작했다. 프로젝트를 위해 제작된 실리콘 인형 에바(Eva)"와 함께하는 작가 본인의 일상이 기록된 작업들은 뉴욕과 한국을 포함한 각국의 갤러리들과, 사진과 예술매체를 포함한 세계의 다양한 언론을 통해 소개되고 있다.

## 생애
준 코리아는 한국에서 산업공학 학사 학위를 취득했다. 그후 미국 패서디나에 위치한 아트 센터 칼리지 오브 디자인에서 Photography and Imaging 학사 학위를 취득하고, 이어 미국 뉴욕 소재의 스쿨 오브 비쥬얼 아트에서 Photography, Video and Related Media 석사 학위를 취득했다.

### 에바
준 코리아는 일을 마치고, 혹은 파티에 다녀온 후 도착한 텅빈 집에서 가장 큰 공허함을 느꼈다고 언론과의 인터뷰를 통해 말한다. 그는 이후 사람과 가장 닮은 인형을 찾기위한 조사를 시작했고, 일본의 한 인형업체를 통해 2014년 에바를 주문제작했다. 그는 에바와 함께 잠을 자고, 쇼핑을 하고, 밥을 먹고, 운전을 하고, 여행을 가고, 함께 웃고 운다. 그와 에바의 일상은 실제 사람들이 생활하는 방식과 같은 형태로 그의 사진 속에 다양한 연출을 통해 기록되고 있다.

## 수상
- 2017 Life Framer Award—Still Life: 20 Amazing Photographers to Discover.[13]
- 2015 CA it Awards Photography Gold Award.[14]
- 2015 Neutral Density Photography Awards 1st Place—Gold Star Award.
- 2015 Seoul–New York Photo Festival Silver Award.
- 2015 21st Artist Portfolio Award by Artist Portfolio Magazine.
- 2012 53rd CMYK Magazine Award.
- 2012 27th Creative Quarterly Award.
- 2011 MAC Group Photography Award.
- 2011 Museum of Seongnam Arts Center Emerging Artist Award by 성남아트센터.
- 2009 Make-A-Wish Achievement Award by 메이크어위시 재단.[15]
- 2005 Feelux Lighting Grand Award.
- 2003 Dong-A Photography Excellence Award by 동아일보.